# Estatut d'Autonomia de la Comunitat Valenciana de 1982
L'Estatut d'Autonomia de la Comunitat Valenciana és la norma autonòmica bàsica del País Valencià. L'Estatut d'Autonomia regula els òrgans d'autogovern d'aquesta nacionalitat històrica, anomenats de manera genèrica com a Generalitat Valenciana.
El País Valencià va estar regit per l'Estatut d'Autonomia de 1982 fins a l'any 2006, en què es va posar fi a la reforma de l'Estatut. Des de l'11 d'abril del 2006, la norma bàsica autonòmica és l'Estatut de 2006.

## Antecedents

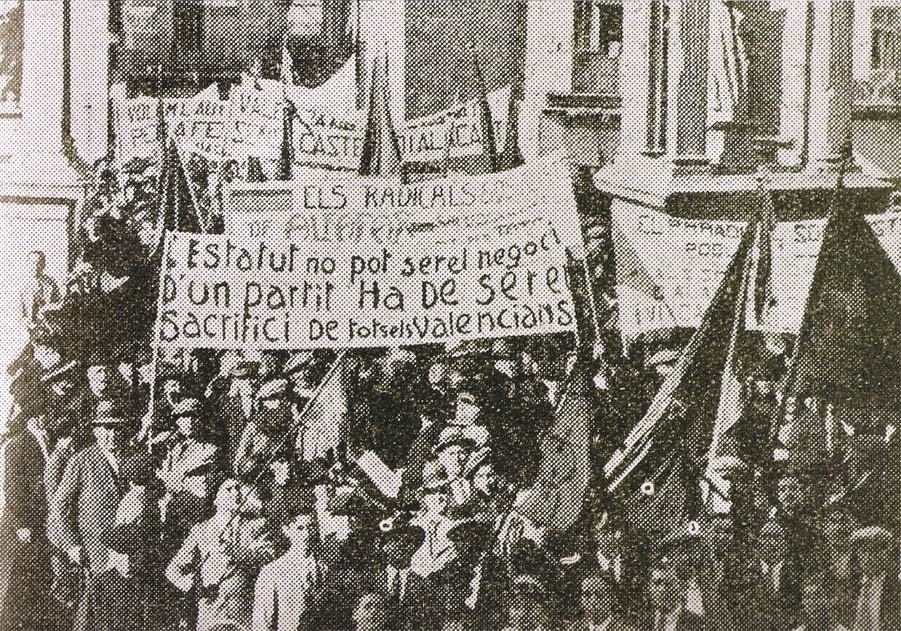
Manifestació pro-Estatut d'Autonomia a Alzira el 1932.

Amb anterioritat, el 1919, s'havia treballat en un projecte de Mancomunitat Valenciana, i en la dècada de 1930, durant la Segona República Espanyola, es van realitzar i proposar diversos projectes d'estatut autonòmic a càrrec de diferents formacions polítiques i socials (PURA, juliol de 1931; Comité Regional de Llevant de la CNT, desembre de 1936; Esquerra Valenciana, febrer de 1937 i Unió Republicana, març de 1937), cap dels quals, no obstant això, no aconseguiria tirar endavant, així com el govern autònom i revolucionari del Comité Executiu Popular entre 1936 i 1937. Així, es va avortar tot esforç autonomista després de la presa el 1939 de la regió per l'exèrcit revoltat contra la República, fins a la restauració democràtica de finals de la dècada de 1970.
L'Estatut d'Autonomia de 1982 va ser la primera vegada, des de l'abolició dels Furs de València amb els decrets de Nova Planta (1707), que el País Valencià tenia una certa capacitat d'autogovern. Aquest estatut va ser aprovat per la Llei Orgànica 5/1982, de 1r de Juliol, d'Estatut d'Autonomia de la Comunitat Valenciana [DOGV núm. 74, de 15 de juliol].

## Estructura

### Preàmbul
| « | Preàmbul. Este Estatut constituïx la manifestació de la voluntat autonòmica del poble de les províncies valencianes, després de l'etapa preautonòmica, a la qual va accedir en virtut del Reial Decret Llei 10/1978, de creació del Consell del País Valencià. Aprovada la Constitució espanyola, és, en el seu marc, on la tradició valenciana provinent de l'històric Regne de València es troba amb la concepció moderna del País Valencià i dona origen a l'autonomia valenciana, com a integradora dels dos corrents d'opinió que emmarquen tot allò que és valencià en un concepte cultural propi en l'estricte marc geogràfic que abasta. Estatut d'Autonomia de la Comunitat Valenciana | » |